# SV Hemelingen
Die SV Hemelingen ist ein Sportverein aus dem Bremer Stadtteil Hemelingen. Die erste Fußballmannschaft spielte 32 Jahre in der höchsten Amateurliga Bremens.

## Geschichte
Ältester Stammverein der heutigen SV Hemelingen ist der 1858 gegründete MTV Hemelingen, der 1928 mit dem MTV Jahn Hastedt-Hemelingen zur Turnvereinigung Hemelingen fusionierte. Die fußballerischen Wurzeln sind beim 1904 gegründeten FC Pfeil Hemelingen zu suchen, der fünf Jahre später mit dem FC Freundschaft Hemelingen und dem Sebaldsbrücker BV zum Sportklub Hemelingen 09 fusionierte. Daraus wurde 1926 der SC Hemelingen 09 und 1927 der SC Grün-Weiß Bremen, der 1928 aufgelöst wurde. Die Mitglieder schlossen sich dem 1928 gegründeten Sportfreunden Hemelingen an. 1937 kam es zur Fusion mit der Sportabteilung der Martin Brinkmann AG zum VfL Hemelingen. Nach dem Zweiten Weltkrieg fusionierte der VfL 1945 mit der Turnvereinigung Hemelingen, dem Schwimmverein Triton Hemelingen, dem Sportverein Hemelingen, dem Radfahrverein Hemelingen und dem Pyramiden-, Akrobaten- und Athleten-Klub Victoria Hemelingen zur Sportvereinigung Hemelingen.
Die Fußballer erreichten 1922 mit dem Aufstieg in die Westkreisliga erstmals die höchste Spielklasse. Mit der Neuordnung der höchsten Spielklasse von 1928 war der Verein in unteren Spielklassen. Ab 1938 spielte Hemelingen in der Fußball-Bezirksklasse Bremen. Nach dem Krieg gehörte der Verein in der Saison 1946/47 der Oberliga Niedersachsen-Nord an, verpasste aber die Qualifikation zur Oberliga Nord. Nunmehr in der Landesliga Bremen spielend errang der SVH 1949 die Bremer Meisterschaft. In der Aufstiegsrunde konnte die Mannschaft nur einen 3:1-Sieg gegen den VfB Oldenburg bejubeln. 1951 und 1952 gewann der SVH den Bremer Pokal, ehe die Mannschaft sich 1954 als Vizemeister für die Deutsche Amateurmeisterschaft qualifizierte und wurde Gruppenletzter.
Nach einem zwischenzeitlichen Abstieg in der Saison 1959/60 wurden die Hemelinger 1962 Vizemeister. Die Meister Werder Bremen Amateure nicht an der Aufstiegsrunde zur Oberliga Nord teilnehmen durften rückte der SVH nach, in der die Mannschaft scheiterte. In der Saison 1966/67 verabschiedeten sich die Hemelinger für ein Jahr aus dem Bremer Oberhaus. 1969 erreichte der SVH die Aufstiegsrunde zur Regionalliga Nord, weil die besserplatzierten Amateurmannschaften von Bremerhaven 93 und Werder Bremen nicht teilnehmen durften. Trotz eines 2:0-Auftaktsieges über den VfB Kiel reichte es nur zu Rang drei. Ab den 1970er Jahren wurde der SV Hemelingen zu einer Fahrstuhlmannschaft, die sich zumeist nur für ein oder zwei Jahre im Bremer Oberhaus halten konnte. Zuletzt stieg der SVH 1994 aus der Verbandsliga ab und pendelt seitdem zwischen Landesliga Bremen und Bezirksliga. Seit 2015 trat die Mannschaft in der Landesliga an, bevor 2019 der Aufstieg in die Bremen-Liga gelang. In den beiden Spielrunden 2022/23 und 2023/24 wurde die Hemelinger Mannschaft jeweils Vizemeister. Darüber hinaus erreichte der Verein 2024 das Finale um den Bremer Pokal, welches gegen den Bremer SV mit 0:3 verloren wurde.
2025 erreichte die Mannschaft vier Spieltage vor Saisonende, mit einem 3:1-Sieg gegen den TS Woltmershausen, die Meisterschaft in der Bremen-Liga nach 76 Jahren. Ebenfalls erreichte die jüngste Mannschaft der Bremen-Liga (Altersschnitt 23,6 Jahre), in der Meistersaison, erneut den Einzug in das Lotto-Pokal-Finale, das die Mannschaft der Tuncel-Brüder gegen das Team vom Bremer SV mit 1:0 durch ein Tor von Clinton Helmdach in der 10. Minute gewann. Somit erreicht die SV Hemelingen zum ersten Mal in ihrer Vereinsgeschichte das Double und die erste Hauptrunde vom DFB-Pokal, in der die Mannschaft aus dem Bremer Osten auf den VfL Wolfsburg trifft.
In der Aufstiegsrunde zur Regionalliga Nord konnte sich die Mannschaft nicht durchsetzen und verbleibt in der Bremen-Liga.
Nach der Saison 2024/2025 kam es intern zu einem Umbruch. 4 von 5 Vorstandsmitglieder legten mit sofortiger Wirkung ihre Arbeit nieder.

## Erfolge
- Bremer Meister: 1949, 2025
- Bremer Vizemeister: 2023, 2024
- Bremer Pokalsieger: 1951, 1952, 2025
- Bremer Pokalfinalist: 1953, 1963, 1967, 1971, 2024, 2025
- Teilnahme an der 1. Hauptrunde des DFB-Pokal: 2025

## Platzierungen
| Saison  | Liga        | Platz               | Tore                | Punkte              |
| ------- | ----------- | ------------------- | ------------------- | ------------------- |
| 2018/19 | Landesliga  | 1.                  | 139:18              | 84                  |
| 2019/20 | Bremen-Liga | Saison annulliert 3 | Saison annulliert 3 | Saison annulliert 3 |
| 2020/21 | Bremen-Liga | Saison annulliert 3 | Saison annulliert 3 | Saison annulliert 3 |
| 2021/22 | Bremen-Liga | 7.                  | 88:83               | 52                  |
| 2022/23 | Bremen-Liga | 2.                  | 118:52              | 68                  |
| 2023/24 | Bremen-Liga | 2.                  | 114:62              | 68                  |
| 2024/25 | Bremen-Liga | 1.                  | 111:31              | 77                  |

## Weitere Fußballmannschaften
Die zweite Herrenmannschaft der SV Hemelingen stieg in der Saison 2023/24, aus der Bezirksliga in die Kreisliga A ab.
Der Verein verfügt darüber hinaus über mehrere Inklusionsmannschaften sowie Teams für Alte Herren (Ü50 und Ü60). Dazu bestehen acht Junioren-Mannschaften (U19, U17, U15, U13, 2× U11 und 2× U9).

## Sportanlagen
Die SV Hemelingen trägt seine Heimspiele auf der Bezirkssportanlage Hemelingen aus, die zwei Rasenplätze sowie einen Kunstrasenplatz umfasst.

## Persönlichkeiten
- Hannes Kirk
- Max Lorenz
- Gerhard Zebrowski
- Eren Dinkçi